# Iqaluit
Iqaluit (korábban Frobisher Bay) a kanadai Nunavut territórium legnagyobb városa. A Baffin-sziget déli részén, a Frobisher-öböl partján helyezkedik el. A 2011-es népszámlálás szerint a város lakossága 6699 fő.

## Történet
Amerikai katonák alapították 1942-ben Frobisher Bay néven, légi bázisként az Atlanti-óceán felé tartó gépek számára. 1959-ben megindult egy nagyszabású letelepedési hullám, melyben a kanadai szövetségi kormány többek közt orvosokat, tanárokat invitált a fejlődő településre. 1963-ban az amerikai légierő elhagyta a települést és a város a kanadai kormány felügyelete alá került. 1964-ben megtartották az első választásokat és megalakult az első Közösségi Tanács. 1970-ben a kanadai kormány hivatalosan is elismerte, mint települést, majd 1974-ben, mint falut. 1979-ben megválasztották az első polgármestert és 1980-ra a település elnyerte a városi címet. 1987-ben a város hivatalosan is az inuktitut nyelvű Iqaluit nevet vette fel. 1995-ben Iqaluitot választották Nunavut fővárosának. 2001. április 19-én újra hivatalosan is várossá nyilvánították.

## Fekvése

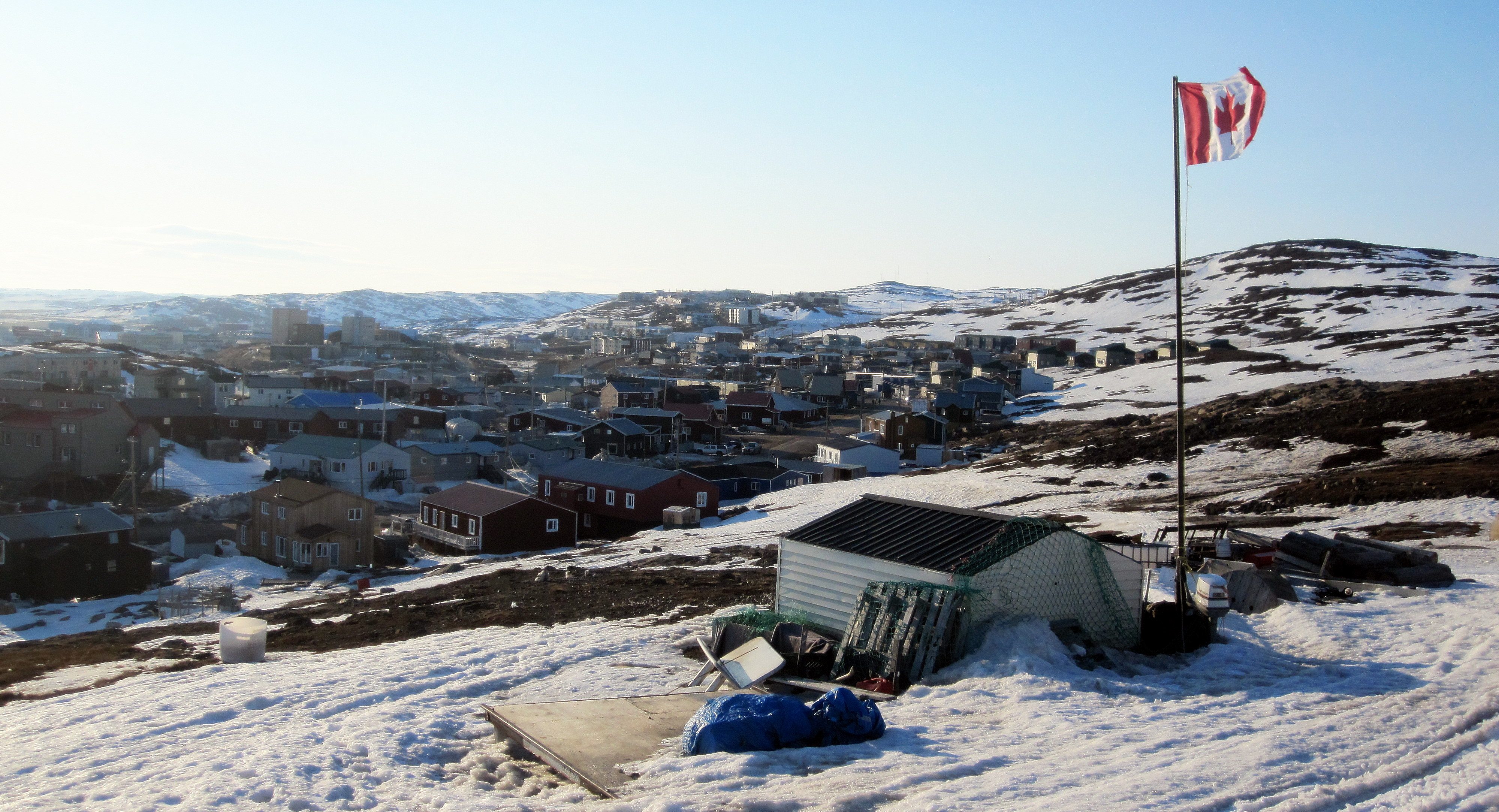
Egy iqaluti látkép

Iqaluit a Baffin-sziget délkeleti részén, az Everett hegység lábánál, a Frobisher-öbölben fekszik.

### Külváros
Iqaluittól 5 km-re található egy Apex nevű kis község. Történelmileg itt élt a legtöbb inuit, amikor Iqaluit még katonai bázis volt.

## Éghajlat
| Hónap                                                         | Jan.  | Feb.  | Már.  | Ápr.  | Máj.  | Jún.  | Júl. | Aug. | Szep. | Okt.  | Nov.  | Dec.  | Év    |
| ------------------------------------------------------------- | ----- | ----- | ----- | ----- | ----- | ----- | ---- | ---- | ----- | ----- | ----- | ----- | ----- |
| Rekord max. hőmérséklet (°C)                                  | 3,9   | 5,7   | 4,0   | 7,2   | 13,3  | 21,7  | 26,1 | 25,5 | 17,2  | 7,3   | 5,6   | 3,4   | 26,1  |
| Átlagos max. hőmérséklet (°C)                                 | −22,8 | −23,3 | −18,3 | −9,4  | −1,2  | 6,8   | 12,3 | 10,5 | 5,2   | −1,0  | −8,3  | −17,0 | −5,4  |
| Átlaghőmérséklet (°C)                                         | −26,9 | −27,5 | −23,2 | −14,2 | −4,4  | 3,6   | 8,2  | 7,1  | 2,6   | −3,7  | −12,0 | −21,3 | −9,2  |
| Átlagos min. hőmérséklet (°C)                                 | −30,9 | −31,7 | −28,1 | −18,9 | −7,6  | 0,5   | 4,1  | 3,6  | −0,1  | −6,4  | −15,8 | −25,5 | −13,0 |
| Rekord min. hőmérséklet (°C)                                  | −45,0 | −45,6 | −44,7 | −34,2 | −26,1 | −10,2 | −2,8 | −2,5 | −12,8 | −27,1 | −36,2 | −43,4 | −45,6 |
| Átl. csapadékmennyiség (mm)                                   | 20    | 19    | 19    | 28    | 29    | 33    | 52   | 70   | 55    | 33    | 27    | 20    | 404   |
| Havi napsütéses órák száma                                    | 32    | 94    | 172   | 217   | 181   | 200   | 237  | 157  | 88    | 51    | 36    | 13    | 1477  |
| Forrás: Environment Canada Canadian Climate Normals 1981–2010 |       |       |       |       |       |       |      |      |       |       |       |       |       |

## Népesség
A 2011-es népszámlálás szerint a város lakossága 6699 fő.
A lakosság megoszlása:
- 61,2% – őslakos
- 34,3% – fehér (európai kanadaiak)
- 1,1% – fekete (fekete kanadaiak)
- 1,1% – délkelet-ázsiai
- 0,9% – kelet-ázsiai
- 0,8% – dél-ázsiai
- 0,2% – latin-amerikai
- 0,2% – arab
- 0,2% – többnemzetiségű

## Közlekedés

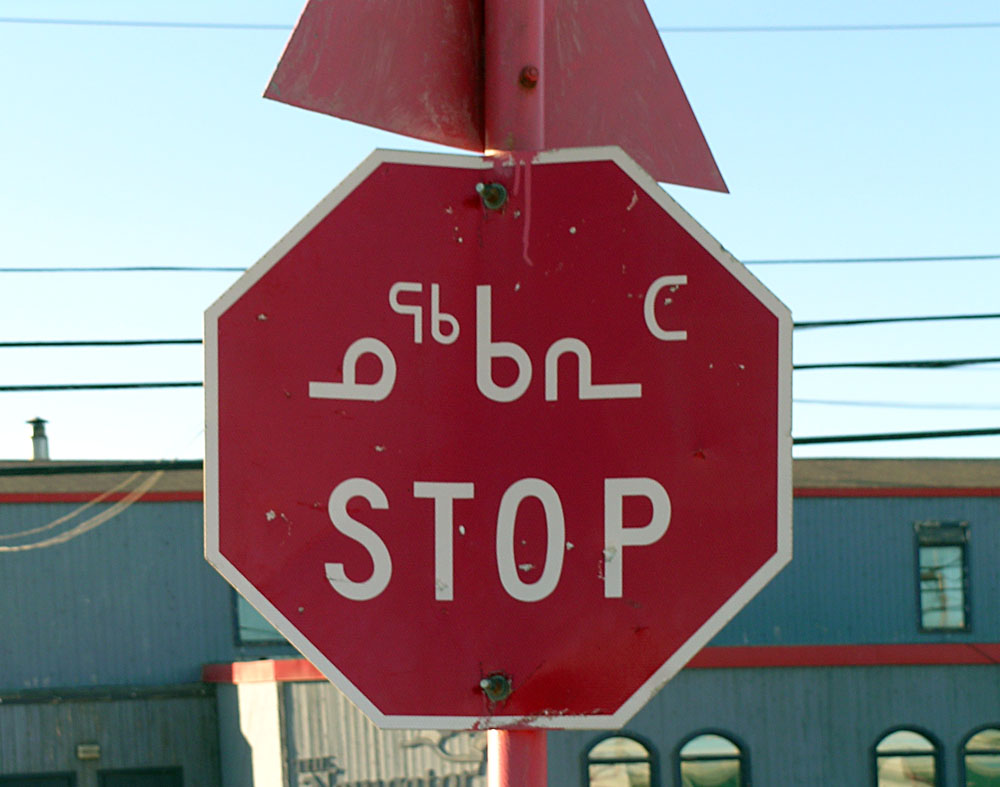
A városban csak néhány kereszteződésben található ilyen stop tábla

Iqaluit ahhoz képest, hogy főváros, nem rendelkezik főúttal vagy autópályával. Csupán egyetlen fontosabb út van, amely a közeli Apex nevű településre vezet. Az utak egy része aszfaltozott, többségük viszont csak kaviccsal megszórt. Mivel a város a külvilággal nincs közúti összeköttetésben, csak repülővel vagy hajóval közelíthető meg. A városban működik egy kis taxitársaság, viszont helyi autóbuszjárat nincs. Repülővel a helyi Air Nunavut, illetve a Canadian North és First Air légitársaságokkal érhető el. A repülőtér (IATA: YFB, ICAO: CYFB) a város mellett található. Télen kutyaszánokat is használnak. Iqaluit az egyetlen kanadai főváros, ahol nincs közlekedési lámpa.

## Oktatás

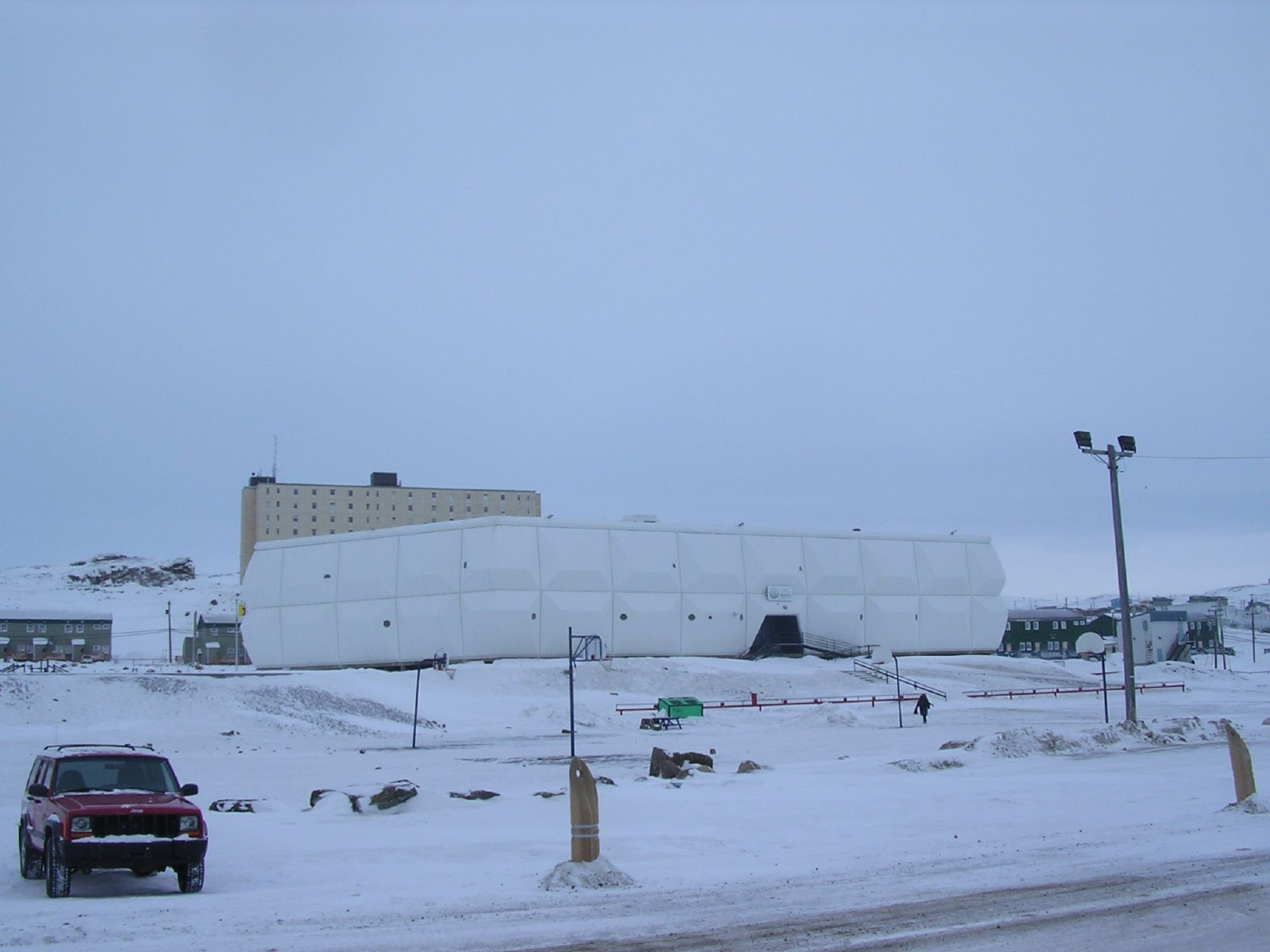
A Nakasuk Általános Iskola épülete télen

A városban jelenleg hét alapfokú iskola található, melyből hat helyi és egy francia. Továbbá van még két felsőfokú iskola is.

## Látnivalók

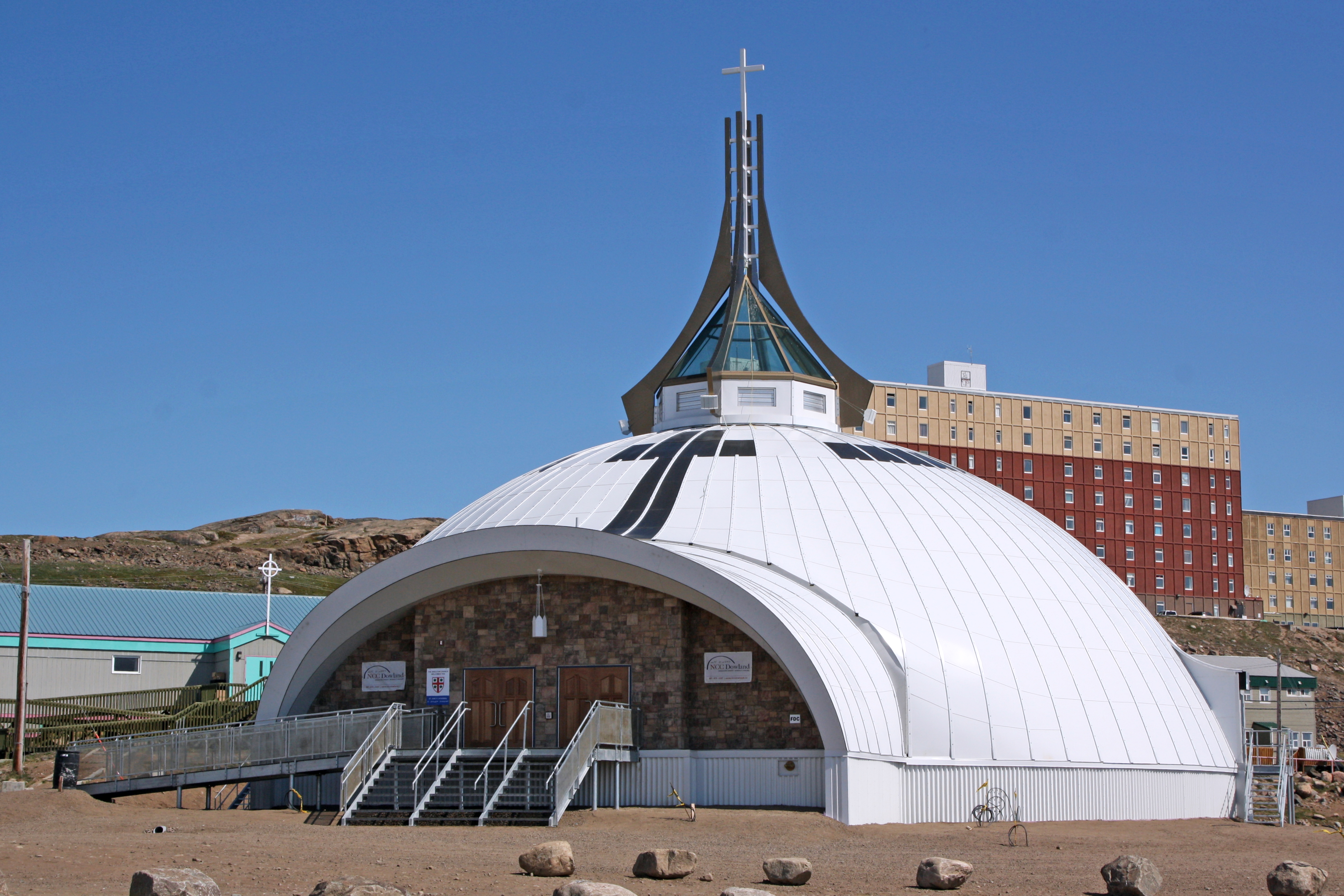
A Székesegyház épülete 2012-ben.

- Szent Júdás anglikán székesegyház[10]
- Nunatta Sunakkutaangit múzeum